# 哈欽森鎮區 (明尼蘇達州麥克萊德縣)
哈欽森鎮區（英語：Hutchinson Township）是位於美國明尼蘇達州麥克萊德縣的一個行政鎮區。

## 地方資料
哈欽森鎮區的面積為88.84平方千米，當中陸地面積為83.47平方千米，而水域面積為5.37平方千米。根據2020年美國人口普查的數據，當地共有人口1215人，而人口密度為每平方千米13.68人。